# Wspólnota administracyjna Oettingen in Bayern
Wspólnota administracyjna Oettingen in Bayern – wspólnota administracyjna (niem. Verwaltungsgemeinschaft) w Niemczech, w kraju związkowym Bawaria, w rejencji Szwabia, w regionie Augsburg, w powiecie Donau-Ries. Siedziba wspólnoty znajduje się w mieście Oettingen in Bayern.
Wspólnota administracyjna zrzesza jedn miasto (Stadt) i pięć gmin wiejskich (Gemeinde): 
- Auhausen, 1 033 mieszkańców, 15,55 km²
- Ehingen am Ries, 809 mieszkańców, 15,64 km²
- Hainsfarth, 1 453 mieszkańców, 17,55 km²
- Megesheim, 838 mieszkańców, 12,53 km²
- Munningen, 1 764 mieszkańców, 22,78 km²
- Oettingen in Bayern, miasto, 5 096 mieszkańców, 34,21 km²